# Riccardo Scamarcio
Riccardo Dario Scamarcio (Trani, 13 novembre 1979) è un attore e produttore cinematografico italiano.

## Biografia
Figlio di Irene Petrafesa, pittrice, e di Emilio, rappresentante di alimenti, ha vissuto ad Andria fino all'età di 16 anni. Da ragazzo l'intolleranza nei confronti della scuola lo portò a cambiare diversi istituti, portandolo poi a ritirarsi definitivamente. Quindi si trasferì a Roma dove studiò presso il Centro Sperimentale di Cinematografia, che però abbandonò senza conseguire il diploma. Nel 2001 partecipò alla miniserie TV in due puntate, Ama il tuo nemico 2 e nello stesso anno alla serie TV Compagni di scuola, entrambe in onda su Rai 2. Dopo essersi fatto notare nel film La meglio gioventù di Marco Tullio Giordana in cui compare per pochi minuti, recitò nel film Ora o mai più (2003), regia di Lucio Pellegrini.
Il suo primo film da protagonista è Prova a volare, regia di Lorenzo Cicconi Massi, girato nel 2003 ma uscito nelle sale solo nel 2007. Nel 2004 arriva alla notorietà con il film Tre metri sopra il cielo (2004), tratto dal romanzo omonimo di Federico Moccia. Il successo è tale da farlo diventare un sex symbol e uno degli attori più richiesti sul mercato: successivamente, infatti, lavora in Texas (2005), regia di Fausto Paravidino, sul set del quale conosce Valeria Golino, sua compagna nella vita privata dal 2006 al 2018 e nello stesso anno fa parte del cast di Romanzo criminale, regia di Michele Placido.
Nel 2006 è il protagonista della miniserie TV in sei puntate, trasmessa da Canale 5, La freccia nera, tratta dal romanzo di Robert Louis Stevenson, già interpretata nel 1968 da Aldo Reggiani e Loretta Goggi. Nella nuova versione, Scamarcio recita accanto a Martina Stella. Nel 2007 escono nelle sale quattro suoi film: Mio fratello è figlio unico, diretto da Daniele Luchetti; Manuale d'amore 2 - Capitoli successivi, regia di Giovanni Veronesi; Go Go Tales, regia di Abel Ferrara e Ho voglia di te, tratto dal romanzo omonimo di Federico Moccia, per la regia di Luis Prieto.

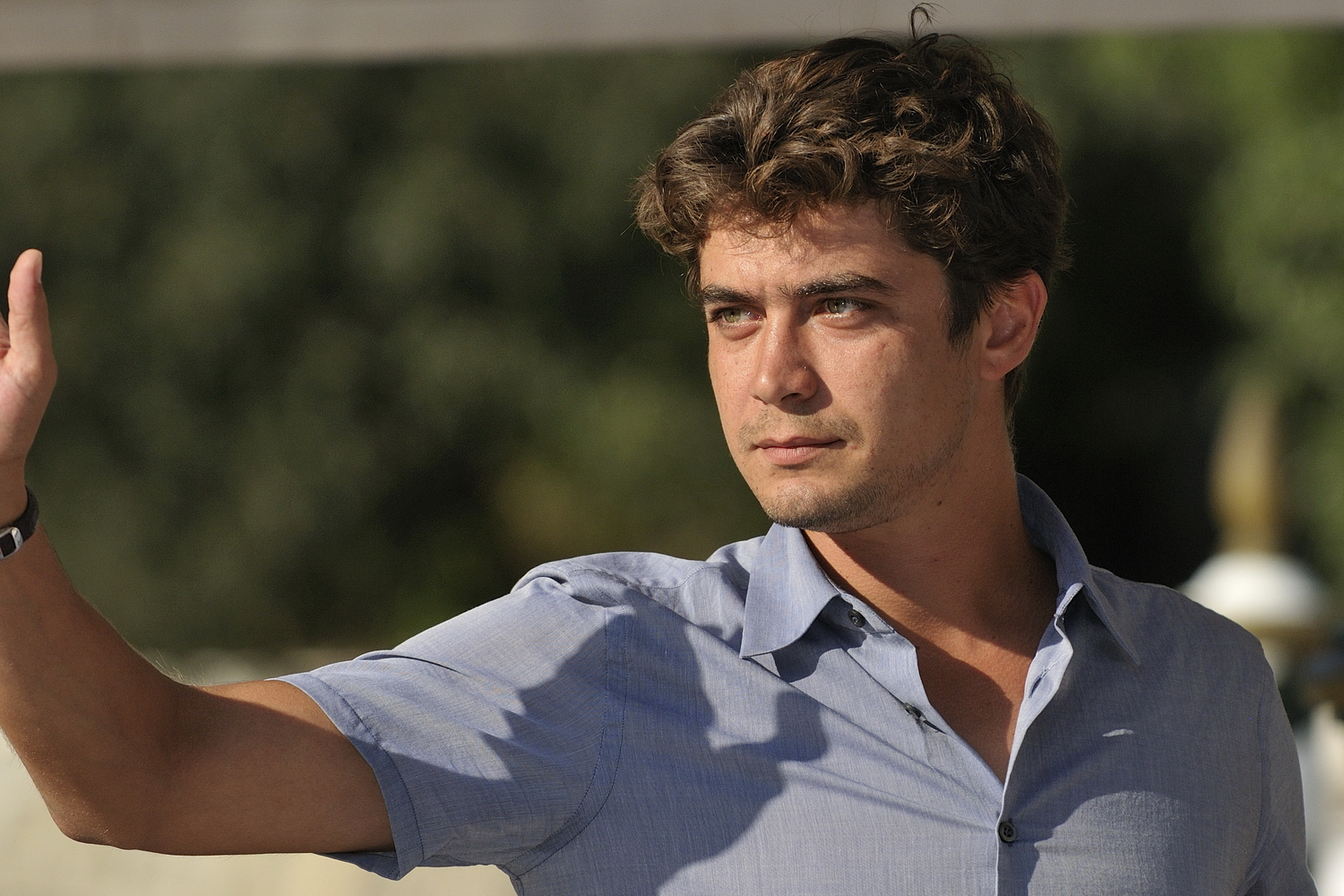
Scamarcio alla 66ª Mostra internazionale d'arte cinematografica di Venezia (2009)

Ha recitato inoltre in vari videoclip: Insolita, insieme a Vittoria Puccini e Drammaturgia del gruppo Le Vibrazioni, nel 2008; Meraviglioso dei Negramaro del 2009.
Nel 2007 doveva prendere parte al videoclip Ti scatterò una foto di Tiziano Ferro, ma, per aver rifiutato, sono state prese delle scene dal film Ho voglia di te. Nel 2008 ritorna sul grande schermo con il thriller Colpo d'occhio, diretto da Sergio Rubini; a questo film fanno seguito: Italians, regia di Giovanni Veronesi; Il grande sogno, regia di Michele Placido; Verso l'Eden, regia di Costa-Gavras e La prima linea, regia di Renato De Maria, tutti nelle sale nel 2009.
Nel marzo 2010 esce il suo nuovo film Mine vaganti di Ferzan Özpetek, dove recita con Alessandro Preziosi ed Ennio Fantastichini. Inoltre fonda una casa di produzione cinematografica chiamata Buena Onda con la sua compagna Valeria Golino e la produttrice Viola Prestieri. Nel 2011 è protagonista del film Manuale d'amore 3 di Giovanni Veronesi e della serie Il segreto dell'acqua di Renato De Maria, e recita a teatro in Romeo e Giulietta per la regia di Valerio Binasco, accanto a Deniz Özdoğan.

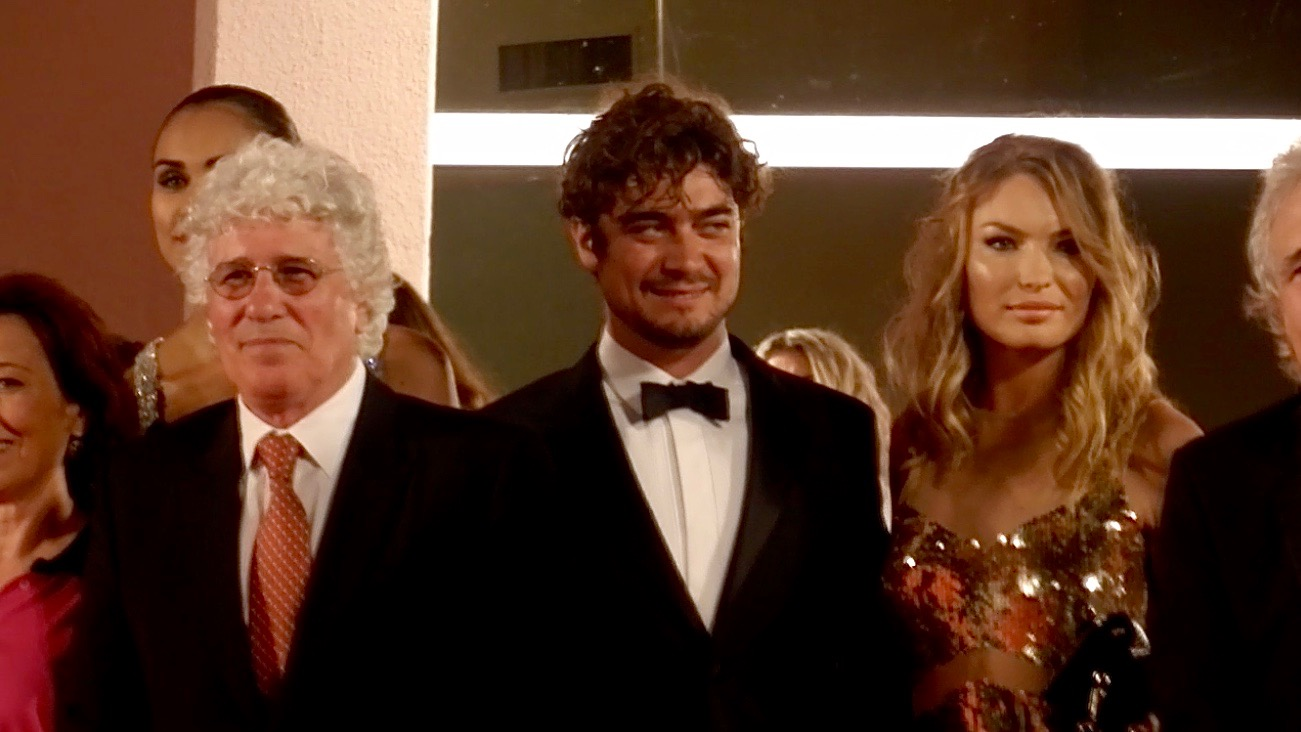
Riccardo Scamarcio insieme a Ninetto Davoli alla 71ª Mostra internazionale d'arte cinematografica di Venezia (2014)

Nel 2013 è per la prima volta produttore, con Miele, film d'esordio alla regia di Valeria Golino. Durante la quarta serata del Festival di Sanremo 2014 duetta con Francesco Sarcina con il brano Diavolo in me omaggiando Zucchero Fornaciari. Il 26 aprile 2014 viene scelto come quarto giudice speciale al quinto serale di Amici di Maria De Filippi. Nello stesso anno è protagonista del film di Pupi Avati Un ragazzo d'oro, nelle sale italiane dal 18 settembre 2014.
Nel 2015 è protagonista con Jasmine Trinca del film Nessuno si salva da solo, diretto da Sergio Castellitto. È anche nel cast del film Maraviglioso Boccaccio, la storia è appunto ispirata al Decameron di Giovanni Boccaccio e racconta la storia di dieci giovani costretti a rifugiarsi in campagna per via dell'ondata di peste che aveva colpito il capoluogo Toscano. Sempre nel 2015 è protagonista del film Io che amo solo te, tratto dall'omonimo romanzo di Luca Bianchini e diretto da Marco Ponti, assieme a Laura Chiatti, Maria Pia Calzone, Michele Placido e con la partecipazione di Luciana Littizzetto, colonna sonora "Io che amo solo te" di Sergio Endrigo, cantata da Alessandra Amoroso. Il 6 agosto 2016 Riccardo Scamarcio ottiene la cittadinanza onoraria di Polignano a Mare, nella quale ormai vive da diversi anni. Nel 2016 recita in La cena di Natale, sequel del film Io che amo solo te, sempre diretto da Marco Ponti e con protagonisti anche Laura Chiatti, Maria Pia Calzone e Michele Placido. Sempre nello stesso anno interpreta il malavitoso maglianese Enrico De Pedis nel film La verità sta in cielo con Greta Scarano, incentrato sulla sparizione di Emanuela Orlandi.
Nel 2017 ritorna al cinema internazionale partecipando al seguito di John Wick: John Wick - Capitolo 2, nei panni di Santino D'Antonio, un boss della camorra con cui Wick ha un conto in sospeso. Ad aprile 2018 è nelle sale con Loro di Paolo Sorrentino. Nel dicembre dello stesso anno è protagonista del thriller Il testimone invisibile. Nel 2019 partecipa come protagonista al film Netflix Lo spietato. Successivamente sempre su Netflix sarà protagonista - nonché produttore e anche sceneggiatore per la prima volta - de Gli infedeli e L'ultimo Paradiso. Nel 2020 affianca Alba Rohrwacher nel film Magari. A settembre 2023 ritorna nelle sale con il film internazionale Assassinio a Venezia, del regista Kenneth Branagh. L’anno seguente è attore ma anche produttore e sceneggiatore del film Race for Glory: Audi vs. Lancia.

## Vita privata
È stato legato all'attrice Valeria Golino dal 2006 al 2018. Nel 2019 inizia una relazione con la dirigente Angharad Wood, con cui ha avuto una figlia nel 2020. Tra il 2021 e il 2023 ha alternato, prima, una relazione con l'attrice Benedetta Porcaroli (tra il 2021 e il 2022), poi (tra il 2022 e il 2023) un ritorno di fiamma con Wood e, infine, una ripresa della frequentazione con Porcaroli (nel 2023).

## Filmografia

### Attore

#### Cinema
- Le mani in faccia, regia di Daniele Basilio - episodio del film Sei pezzi facili (2003)
- La meglio gioventù, regia di Marco Tullio Giordana (2003)
- Prova a volare, regia di Lorenzo Cicconi Massi (2003)
- Ora o mai più, regia di Lucio Pellegrini (2003)
- L'odore del sangue, regia di Mario Martone (2004)
- Tre metri sopra il cielo, regia di Luca Lucini (2004)
- L'uomo perfetto, regia di Luca Lucini (2005)
- Texas, regia di Fausto Paravidino (2005)
- Romanzo criminale, regia di Michele Placido (2005)
- Manuale d'amore 2 - Capitoli successivi, regia di Giovanni Veronesi (2007)
- Ho voglia di te, regia di Luis Prieto (2007)
- Mio fratello è figlio unico, regia di Daniele Luchetti (2007)
- Go Go Tales, regia di Abel Ferrara (2007)
- Colpo d'occhio, regia di Sergio Rubini (2008)
- Italians, regia di Giovanni Veronesi (2009)
- Verso l'Eden, regia di Costa-Gavras (2009)
- Il grande sogno, regia di Michele Placido (2009)
- La prima linea, regia di Renato De Maria (2009)
- L'uomo nero, regia di Sergio Rubini (2009)
- Mine vaganti, regia di Ferzan Özpetek (2010)
- Polisse, regia di Maïwenn Le Besco (2011)
- Manuale d'amore 3, regia di Giovanni Veronesi (2011)
- To Rome with Love, regia di Woody Allen (2012)
- Il rosso e il blu, regia di Giuseppe Piccioni (2012)
- Cosimo e Nicole, regia di Francesco Amato (2012)
- Una piccola impresa meridionale, regia di Rocco Papaleo (2013)
- Gibraltar, regia di Julien Leclercq (2013)
- Third Person, regia di Paul Haggis (2013)
- Un ragazzo d'oro, regia di Pupi Avati (2014)
- Effie Gray - Storia di uno scandalo (Effie Gray), regia di Richard Laxton (2014)
- Pasolini, regia di Abel Ferrara (2014)
- Maraviglioso Boccaccio, regia di Paolo e Vittorio Taviani (2015)
- Nessuno si salva da solo, regia di Sergio Castellitto (2015)
- La prima luce, regia di Vincenzo Marra (2015)
- Io che amo solo te, regia di Marco Ponti (2015)
- Il sapore del successo (Burnt), regia di John Wells (2015)
- Pericle il nero, regia di Stefano Mordini (2016)
- La verità sta in cielo, regia di Roberto Faenza (2016)
- La cena di Natale, regia di Marco Ponti (2016)
- Ali and Nino, regia di Asif Kapadia (2016)
- Dalida, regia di Lisa Azuelos (2017)
- John Wick - Capitolo 2 (John Wick: Chapter 2), regia di Chad Stahelski (2017)
- Loro, regia di Paolo Sorrentino (2018)
- Welcome Home - Uno sconosciuto in casa (Welcome Home), regia di George Ratliff (2018)
- Euforia, regia di Valeria Golino (2018)
- I villeggianti (Les Estivants), regia di Valeria Bruni Tedeschi (2018)
- Il testimone invisibile, regia di Stefano Mordini (2018)
- Cosa fai a Capodanno?, regia di Filippo Bologna (2018)
- Non sono un assassino, regia di Andrea Zaccariello (2019)
- Magari, regia di Ginevra Elkann (2019)
- Il ladro di giorni, regia di Guido Lombardi (2019)
- Il prezzo dell'arte (Les Traducteurs), regia di Régis Roinsard (2019)
- Lo spietato, regia di Renato De Maria (2019)
- Gli infedeli, regia di Stefano Mordini (2020)
- Il legame, regia di Domenico de Feudis (2020)
- L'ultimo Paradiso, regia di Rocco Ricciardulli (2021)
- Tre piani, regia di Nanni Moretti (2021)
- La scuola cattolica, regia di Stefano Mordini (2021)
- L'ombra del giorno, regia di Giuseppe Piccioni (2022)
- Alla vita (Tu choisiras la vie), regia di Stéphane Freiss (2022)
- Quasi orfano, regia di Umberto Carteni (2022)
- L'ombra di Caravaggio, regia di Michele Placido (2022)
- Assassinio a Venezia (A Haunting in Venice), regia di Kenneth Branagh (2023)
- Te l'avevo detto, regia di Ginevra Elkann (2023)
- Race for Glory - Audi vs. Lancia, regia di Stefano Mordini (2024)
- Sei fratelli, regia di Simone Godano (2024)
- Modì - Tre giorni sulle ali della follia, regia di Johnny Depp (2024)
- Svaniti nella notte, regia di Renato de Maria (2024)
- Muori di lei, regia di Stefano Sardo (2025)

#### Televisione
- Ama il tuo nemico 2, regia di Damiano Damiani – miniserie TV (1999)
- Io ti salverò, regia di Mario Caiano – miniserie TV (2001)
- Compagni di scuola – serie TV (2001)
- La freccia nera, regia di Fabrizio Costa – miniserie TV (2006)
- Il segreto dell'acqua – serie TV (2011)
- London Spy, regia di Jakob Verbrugen – miniserie TV (2015)
- Master of None – serie TV (2017)
- Liberi sognatori: La scorta di Borsellino - Emanuela Loi, regia di Stefano Mordini – film TV (2018)
- The Woman in White, regia di Carl Tibbetts – miniserie TV (2018)
- Maradona: sogno benedetto (Maradona: sueño bendito) – serie TV, episodio 6 (2021)

#### Cortometraggi
- Non è vero - Padri, regia di Daniele Basilio (2002)
- Diarchia, regia di Ferdinando Cito Filomarino (2010)
- Una commedia italiana che non fa ridere, regia di Luca D'Ascanio (2012)
- Giulia ha picchiato Filippo, regia di Francesca Archibugi (2012)
- Presto sarà domani, regia di Michele Placido (2022)

### Produttore
- Diarchia, regia di Ferdinando Cito Filomarino – cortometraggio (2010)
- Armandino e il Madre, regia di Valeria Golino – cortometraggio (2011)
- Miele, regia di Valeria Golino (2013)
- L'uomo doppio, regia di Cosimo Terlizzi (2012)
- La vita oscena, regia di Renato De Maria (2014)
- Per amor vostro, regia di Giuseppe M. Gaudino (2015)
- Pericle il nero, regia di Stefano Mordini (2016)
- Dei, regia di Cosimo Terlizzi (2018)
- Gli infedeli, regia di Stefano Mordini (2020)
- L'ultimo Paradiso, regia di Rocco Ricciardulli (2021)
- L'ombra del giorno, regia di Giuseppe Piccioni (2022)
- Race for Glory - Audi vs. Lancia, regia di Stefano Mordini (2024)

### Sceneggiatore
- Gli infedeli, regia di Stefano Mordini (2020)
- L'ultimo Paradiso, regia di Rocco Ricciardulli (2021)
- Race for Glory - Audi vs. Lancia, regia di Stefano Mordini (2024)

### Doppiatore
- I primitivi (Early Man), regia di Nick Park (2018)

## Teatro
- Non essere - Mise en space, regia di Leonardo Petrillo (2003)
- I tre moschettieri, regia di Attilio Corsini (2004)
- L'intelligenza, il cuore, le dita, regia di Cosimo Damiano Damato – recital sulle lettere di Mozart (2009)
- Romeo e Giulietta, regia di Valerio Binasco (2011)

## Videoclip
- Ti scatterò una foto di Tiziano Ferro (2007)
- Drammaturgia de Le Vibrazioni (2008)
- Meraviglioso dei Negramaro (2009)
- Dove cadono i fulmini di Erica Mou (2013)

## Riconoscimenti
- David di Donatello
  - 2007 - Candidatura come miglior attore non protagonista per Mio fratello è figlio unico
  - 2015 - Candidatura come miglior attore protagonista per Nessuno si salva da solo[12]
  - 2019 - Candidatura come miglior attore protagonista per Euforia
- Nastro d'argento
  - 2006 - Premio Guglielmo Biraghi per Texas e L'uomo perfetto[13]
  - 2010 - Candidatura come miglior attore per Mine vaganti[14]
- Bari International Film Festival 2010 - Premio Gian Maria Volonté al miglior attore protagonista per L'uomo nero, La prima linea e Il grande sogno[15]
- Globi d'oro
  - 2004 - Miglior attore rivelazione per Tre metri sopra il cielo[16]
  - 2006 - Attore rivelazione per Romanzo criminale
- Berlinale 2009 - Premio Bacco[17]
- Ciak d'oro
  - 2010 - Miglior attore per Mine vaganti[18]
  - 2020 - Candidatura a migliore attore protagonista per Il ladro di giorni[19]
- Premio FICE 2014 - Migliore attore dell'anno per il cinema d'autore
- Premio Culturale MuMi per il miglior attore dell'anno[20]
- Premio Flaiano sezione teatro 2011 - Premio per l'interpretazione per Romeo e Giulietta[21]

## Doppiatori italiani
Riccardo Scamarcio è solito doppiare sé stesso sia nei film italiani che nelle versioni italiane dei suoi film internazionali. Tuttavia, nell'edizione italiana del film francese Il prezzo dell'arte Scamarcio risulta doppiato da Marco De Risi.